# René de Rais
 (septembre 2010).
René de Montmorency-Laval, dit René de Rais (René de Retz selon la graphie contemporaine) ou René de La Suze (vers 1410 ? - 30 octobre 1473), seigneur de Challouyau, de Chemillé, de Falleron, de Froidfond et de La Suze-sur-Sarthe, puis baron de Retz et seigneur de Machecoul, est le fils de Guy de Montmorency-Laval dit « Guy II de Laval-Rais » (????-1415) et de Marie de Craon (1387-1415). Il est aussi le frère cadet de Gilles de Rais.

## Biographie
Né probablement vers 1410,, René devient seigneur de La Suze  le 25 janvier 1434, postérieurement à la mort de Jean de Craon, son aïeul maternel, décédé en 1432, puis baron de Retz par succession de Marie de Rais, sa nièce (fille unique de Gilles de Rais). 
Il a épousé Anne de Champagne (????-1501) (dame de La Suze, son douaire, venue de son mari ; fille de Jean de Champagne, seigneur de Champagne-Parcé, et de Marie de Sillé, dame de Grandchamp).
Il n'en eut qu'une fille, qui lui succéda : Jeanne de Montmorency-Laval, dite « Jeanne de Rais » (avant 1456-après 1473), baronne de Retz, dame de Machecoul, de Challouyau, de Chemillé, de Falleron, de Froidfond et de La Suze-sur-Sarthe, mariée à François de Chauvigny (vers 1430-15/03/1491), vicomte de Brosse.

## Armoiries
| Blason | Blasonnement : D'or, à la croix de gueules, chargée de cinq coquilles d'argent, et cantonnée de seize alérions d'azur ; au franc-canton d'argent au lion de gueules. |